# Paketzentrum (Deutsche Post DHL)

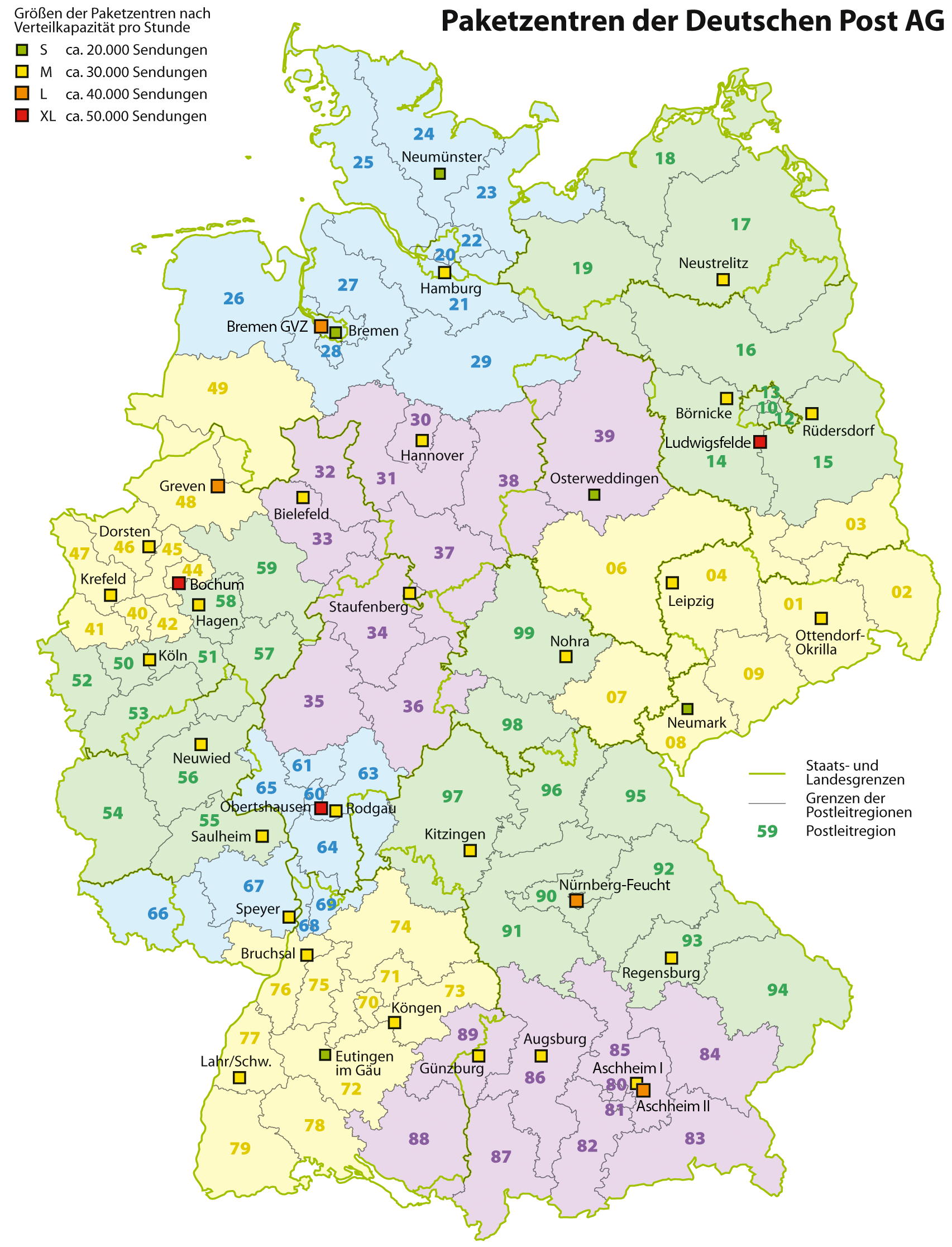
Die 38 Paketzentren der Deutschen Post DHL in Deutschland (Stand 2023)

Ein Paketzentrum (PZ, auch Hauptumschlagsbasis – kurz HUB, zuvor Frachtzentrum oder Frachtpostzentrum) ist ein von der Deutschen Post AG eingerichtetes Verteilsystem für Pakete. Der Begriff „Hub“ (dt. Nabe) wird gleichzeitig im englischen Sprachraum für solche Umschlagszentren verwendet, siehe Hub and Spoke. Möglicherweise wurde das Apronym HUB davon abgeleitet.
Die in Filialen der Deutschen Post oder Postagenturen eingelieferten, an Packstationen oder Paketboxen aufgegebenen oder auch direkt beim Kunden abgeholten Pakete werden in Sammelfahrten per LKW zu dem entsprechenden Start-Paketzentrum (PZA oder auch Abgangs-HUB) befördert. Anhand des Leitcodes (LC) oder auch per automatischer Anschriftenlesung (OCR-Lesung) sowie Videocodierung erfolgt die weitere Sortierung und die Weiterleitung an eines der anderen 37 Paketzentren. Zwischen den Paketzentren erfolgt die Beförderung im Direktverkehr per Wechselbehälter.
Sendungen, die aus anderen Paketzentren eintreffen, werden im Ziel-Paketzentrum (PZE oder auch Eingangs-HUB) anhand des Leitcodes oder der dem Identcode (IDC / IC) zugeordneten Leitinformation sortiert und anschließend mit den Versorgungsfahrten an die regionalen Zustellbasen (ZBn) und Zustellstützpunkte (ZSP) weitergeleitet. Von dort oder direkt von der ZB 00 im PZE übernimmt dann der Zusteller den weiteren Transport der Sendung zum Empfänger oder auch zur Packstation.
Die Deutsche Post DHL begann 2012 einen Ausbau ihres Netzwerkes für die Paketbeförderung im Rahmen des Paketkonzeptes 2012. So brachten neue, direkt aus der Abgangsverteilung eines gebietsfremden Paketzentrums (PZA) anfahrbare mechanisierte Zustellbasen (MechZBn) eine wesentliche Änderung der Verteilstruktur. Sie erübrigten Arbeitsschritte der Eingangsverteilung im PZE und sparten LKW-Fahrten. Wenn die Verteilkapazität eines kleineren Paketzentrums im Abgang nicht mehr ausreicht oder dies aus Gründen der Laufzeitverbesserung sinnvoll scheint, können nun Verteilmengen an das nächste größere Nachbarpaketzentrum abgegeben werden, weil die höhere Verteilgeschwindigkeit eine spätere Einlieferungszeit ermöglicht.

## Liste der Paketzentren der Deutschen Post DHL

### Deutschland
Derzeit sind die deutschen Paketzentren als Abteilung Stationäre Bearbeitung PAKET mit den Briefzentren in gemeinsame Niederlassungen gegliedert. Zum 1. Juli 2019 wurden diese neu strukturiert und nennen sich seitdem Niederlassung Betrieb. Davor wurden die Paketzentren erstmals zum 1. Januar 2007 den Niederlassungen Brief zugeordnet. Vor diesem Datum bildeten jeweils mehrere Paketzentren eine Niederlassung Produktion EXPRESS. Davor stellte jeder der ursprünglich Frachtzentrum genannten Standorte eine eigene Verwaltungseinheit.
Die Größenangaben beziehen sich auf den Stundendurchsatz an Sendungen seit dem Ausbau, Umbau und Neubau der Paketzentren im Rahmen des Paketkonzepts 2012. Die Standorte mit der Größenangabe M und L wurden zwischen 1994 und 1996 als Standardpaketzentrum (S) erbaut. Sie unterscheiden sich durch die jeweilige zwischen 2011 und 2013 erfolgte Erweiterung. Die XL-Standorte, der Standort Bremen-Hemelingen und der 40K-Neubau Aschheim II wurden später neu erbaut. XL-Standorte gibt es aktuell in Bochum, Obertshausen und in Ludwigsfelde.
| PZ   | Standort                                         | Niederlassung                                                                                               | Adresse                                        | Geokoordinaten               | Größe          | Bemerkung |
| ---- | ------------------------------------------------ | --- | ---------------------------------------------- | ---------------------------- | -------------- | --- |
| 01   | Gewerbegebiet Ottendorf-Okrilla                  | Betrieb Dresden                                                                                             | 01458 Ottendorf, Bergener Ring 2–6             | 51° 10′ 43″ N, 13° 50′ 32″ O | M              | |
| 04   | GVZ Leipzig (gegenüber von Radefeld)             | Betrieb Leipzig                                                                                             | 04158 Leipzig, Poststr. 28                     | 51° 24′ 42″ N, 12° 17′ 22″ O | M              | Zuständig für alle Pakete nach Osteuropa. |
| 08   | Neumark                                          | Betrieb Zwickau                                                                                             | 08496 Neumark, Neue Poststr. 1                 | 50° 40′ 3″ N, 12° 21′ 46″ O  | S              | |
| 11   | Ludwigsfelde                                     | Paket Berlin                                                                                                | 14974 Ludwigsfelde, An der Eichspitze 3        | 52° 19′ 34″ N, 13° 16′ 44″ O | XL             | Südlich von Berlin wurde in einem neuen Gewerbepark zwischen der B 101 und der A 10 ein drittes Mega-Paketzentrum erstellt. Die Inbetriebnahme war zunächst für 2020 geplant. Am 25. Februar 2019 wurde im Rahmen eines Pressetermins die offizielle Bauphase eingeleitet. Die Fertigstellung des Standortes wurde daraufhin für 2021 angegeben. Nach der Fertigstellung des Gebäudes im Juni 2020, war die Inbetriebnahme daraufhin für 2022 vorgesehen. Nach über einem halben Jahr Probe- und Vorlaufbetrieb, wurde der Standort am 1. Juni 2022 offiziell eröffnet und soll bis voraussichtlich 2024 auf die volle Kapazität ausgebaut werden. |
| 14   | Nauen-Börnicke                                   | Paket Berlin seit 2016, davor Brief Berlin-Nord (Hennigsdorf)                                               | 14641 Nauen-Börnicke, Poststr. 1               | 52° 40′ 41″ N, 12° 55′ 34″ O | M              | Zuständig für den Nordwesten Berlins |
| 15   | Rüdersdorf                                       | Paket Berlin seit 2016, davor Brief Berlin-Südost (Schönefeld)                                              | 15562 Rüdersdorf, Ernst-Thälmann-Str. 10       | 52° 29′ 8″ N, 13° 46′ 38″ O  | M              | Zuständig für den Süden und Osten Berlins |
| 17   | Neustrelitz (Gewerbegebiet Wesenberger Chaussee) | Betrieb Neubrandenburg                                                                                      | 17235 Neustrelitz, Bürgerseeweg 27             | 53° 20′ 7″ N, 13° 3′ 24″ O   | M              | Nach Inbetriebnahme Vorsorter 4 im 4. Quartal 2021 von 25K auf 30K |
| 21   | Gewerbegebiet Allermöhe                          | Betrieb Hamburg                                                                                             | 21035 Hamburg, Rungedamm 37                    | 53° 29′ 47″ N, 10° 6′ 32″ O  | M              | Zuständig für alle Pakete nach Skandinavien sowie die Seepost in die USA, nach Kanada und Island. Das einzige Paketzentrum, das schon vor dem Bau der MechZB Aschheim über 2 Förderbrücken an eine externe Zustellbasis angebunden war, die, wie auch die MechZBn, über eine eigene Verteilanlage verfügt. Wie bereits zuvor am Standort Aschheim soll hier ebenfalls durch den Bau einer neuen Halle die Kapazität erweitert werden. Die Fertigstellung ist für 2023 geplant, die Gesamtkapazität des Standorts soll daraufhin 52.000 Sendungen pro Stunde betragen. |
| 24   | Gewerbegebiet Neumünster Süd                     | Betrieb Kiel                                                                                                | 24539 Neumünster, Krokamp 80                   | 54° 2′ 49″ N, 9° 59′ 54″ O   | S              | |
| 28   | GVZ Bremen                                       | Betrieb Oldenburg (26) seit 2019, davor seit 2018: Paketzentrum Bremen (27)                                 | 28197 Bremen, Senator-Nolting-Hauff-Straße 1–3 | 53° 5′ 57″ N, 8° 42′ 24″ O   | L              | Nachdem das an diesem Standort befindliche Logistikzentrum mit Ablauf des Jahres 2016 den Betrieb eingestellt hatte, wurde die Gebäudeverbindung getrennt und das alte Paketzentrum mit neuer Verteiltechnik ausgerüstet. Wiederinbetriebnahme: Herbst 2018 |
| 29   | Bremen-Hemelingen (Gewerbepark Hansalinie)       | Betrieb Bremen (28)                                                                                         | 28309 Bremen, Ludwig-von-Kapff-Str. 1          | 53° 1′ 56″ N, 8° 52′ 53″ O   | S (23K)        | Das einzige Paketzentrum mit anderem Grundriss und bis zum Umbau des PZ90 Feucht auf 40K, das einzige Paketzentrum mit einer anderen Verteilanlage |
| 30   | Gewerbegebiet Anderten                           | Betrieb Hannover                                                                                            | 30559 Hannover, Kleiner Holzhägen 2            | 52° 21′ 27″ N, 9° 52′ 37″ O  | M              | 2017 wurde auf dem erweiterten Gelände eine MechZB in Betrieb genommen. Diese ist wie auch am Standort Aschheim, über eine Förderbrücke mit dem PZ verbunden. |
| 33   | Bielefeld (Gewerbegebiet Ludwig-Erhard-Allee)    | Betrieb Herford                                                                                             | 33699 Bielefeld, Dingerdisser Str. 37          | 52° 0′ 21″ N, 8° 37′ 20″ O   | M              | |
| 34   | Staufenberg-Lutterberg                           | Betrieb Kassel                                                                                              | 34355 Staufenberg, Im Rotte 2                  | 51° 22′ 19″ N, 9° 38′ 7″ O   | M              | |
| 39   | Osterweddingen (Gewerbegebiet Nord)              | Betrieb Magdeburg                                                                                           | 39171 Sülzetal, Lange Göhren 10                | 52° 3′ 3″ N, 11° 35′ 49″ O   | S              | |
| 43   | Bochum-Laer (Opel-Werk I)                        | Betrieb Dortmund (44)                                                                                       | 44803 Bochum, Grete-Schickedanz-Straße 1       | 51° 27′ 56″ N, 7° 15′ 55″ O  | XL             | 2014 wurde mit konkreten Planungen für einen neuen Standort auf einem Teil des Opel-Werkes I begonnen. Die Fertigstellung war zunächst für 2016 angekündigt. Nachdem das Gelände im Januar 2016 erworben wurde, erfolgte der Bau ab dem 21. August 2017. Die Inbetriebsetzung wurde später für 2019 geplant. Am 18. November 2019 wurde der Standort zunächst mit einer Teilkapazität von 20.000 Sendungen pro Stunde offiziell in Betrieb genommen. Der Ausbau auf die volle Kapazität von über 50.000 Paketen die Stunde war Januar 2022 abgeschlossen. |
| 46   | Gewerbegebiet Dorsten Ost                        | Betrieb Duisburg (46) seit 2019, davor Brief Essen (45)                                                     | 46282 Dorsten, Lünsingskuhle 70                | 51° 39′ 26″ N, 7° 1′ 24″ O   | M              | |
| 47   | Krefeld                                          | Betrieb Düsseldorf (40) seit 2019, davor Brief Duisburg (46)                                                | 47804 Krefeld, Anrather Str. 660               | 51° 17′ 29″ N, 6° 31′ 53″ O  | M              | 2020 wurde auf dem erweiterten Gelände eine MechZB in Betrieb genommen. Diese besitzt im Gegensatz zu den Standorten Hannover-Anderten und Aschheim keine Gebäudeanbindung zum PZ. |
| 48   | Industriepark Greven-Reckenfeld                  | Betrieb Münster                                                                                             | 48268 Greven, Robert-Bosch-Str. 11             | 52° 8′ 22″ N, 7° 33′ 6″ O    | L (M+14K)      | Das danebenliegende DHL-Logistikzentrum ist über eine Förderbrücke an das PZ angebunden. Im November 2021 wurde bundesweit der erste Mittelformatsorter für kleine und mittlere Pakete in Betrieb genommen. Dieser wurde teilweise in einer Gebäudeerweiterung realisiert und erhöht die Sortierkapazität des Standortes um 14.000 Sendungen pro Stunde. |
| 50   | Köln (Güterverkehrszentrum Eifeltor)             | Betrieb Köln-West                                                                                           | 50997 Köln, Am Eifeltor 12                     | 50° 53′ 5″ N, 6° 55′ 19″ O   | M              | Zuständig für alle Pakete nach Belgien, in die Niederlande, nach Luxemburg, nach Irland und nach Großbritannien |
| 55   | Saulheim                                         | Betrieb Saarbrücken (66) seit 2019, davor Brief Mainz (55)                                                  | 55291 Saulheim, Am Sörgenlocher Weg 1          | 49° 52′ 43″ N, 8° 10′ 5″ O   | M              | Zuständig für alle Luftpostpakete nach Übersee via den ca. 45 km entfernten Flughafen Frankfurt Main, außerdem Exportpakete der Feldpost |
| 56   | Neuwied Distelfeld                               | Betrieb Koblenz                                                                                             | 56566 Neuwied, Rostocker Str. 14               | 50° 26′ 47″ N, 7° 30′ 16″ O  | M              | Zuständig unter anderem für Bonn, Siegburg, Limburg an der Lahn, Trier, Prüm / Gerolstein und Koblenz. |
| 58   | Hagen (Gewerbegebiet Buschmühlenstraße)          | Betrieb Essen (45) seit 2019, davor Brief Hagen (58)                                                        | 58093 Hagen, Buschmühlenstr. 40                | 51° 23′ 29″ N, 7° 30′ 26″ O  | M              | |
| 60   | Obertshausen (Gewerbegebiet Herbäcker)           | Betrieb Frankfurt (60) seit 2019, davor seit 2017: Paketzentrum Obertshausen, davor DHL Sorting Center GmbH | 63179 Obertshausen, Im Birkengrund             | 50° 3′ 30″ N, 8° 49′ 46″ O   | XL             | Die Inbetriebnahme des neuen Standortes war zunächst für das Frühjahr 2014 geplant. Das Gebäude wurde im ersten Quartal 2014 fertiggestellt, das spätere Planungsziel für einen Betriebsstart im Herbst 2014 jedoch nicht erreicht. Gesamtfertigstellung Sommer 2015. Es wurde am 15. Juni 2016 offiziell in Betrieb genommen. |
| 63   | Rodgau (Industriegebiet Niederroden Süd)         | Betrieb Wiesbaden (65) seit 2019, davor Brief Frankfurt am Main (60)                                        | 63110 Rodgau, Gutenbergring 13                 | 49° 59′ 8″ N, 8° 52′ 12″ O   | M              | Seit 2016 zuständig für die Region Darmstadt, die zuvor teilweise zum PZ 55 Saulheim gehörte. Die Region Frankfurt wurde infolgedessen an das neue PZ 60 Obertshausen abgegeben. Seither gehen auch Luftpostpakete für den Flughafen Frankfurt über diesen Standort. |
| 67   | Speyer                                           | Betrieb Mannheim                                                                                            | 67346 Speyer, Göteborger Str. 5                | 49° 17′ 46″ N, 8° 28′ 16″ O  | M              | Zuständig für bestimmte Pakete nach Frankreich, Spanien, Schweiz, Portugal, Andorra, Gibraltar und Liechtenstein sowie Retouren aus Tunesien und Marokko, außerdem alle ankommenden Importpakete der Feldpost |
| 72   | Eutingen im Gäu                                  | Betrieb Reutlingen                                                                                          | 72184 Eutingen im Gäu, Am Flugplatz 14         | 48° 29′ 19″ N, 8° 46′ 15″ O  | S              | Zuständig für südwestliches Umland von Stuttgart und von dort Richtung Süden bis an die Grenze zur Schweiz. |
| 73   | Köngen                                           | Betrieb Stuttgart (70) seit 2019, davor Brief Göppingen (73)                                                | 73257 Köngen, Robert-Bosch-Str. 20             | 48° 41′ 14″ N, 9° 22′ 39″ O  | M              | Zuständig für Stuttgart und weiteres nördliches, östliches und südöstliches Umland. 2021 wurde in Stuttgart eine MechZB mit erweitertem Funktionsumfang in Betrieb genommen, welche das PZ in besonderer Weise unterstützt. |
| 76   | Bruchsal                                         | Betrieb Karlsruhe                                                                                           | 76646 Bruchsal, Vichystr. 1                    | 49° 7′ 11″ N, 8° 33′ 34″ O   | M              | |
| 77   | Lahr                                             | Betrieb Freiburg                                                                                            | 77933 Lahr, Dr.-Georg-Schaeffler-Str. 14       | 48° 21′ 4″ N, 7° 49′ 15″ O   | M              | Zuständig für bestimmte Pakete nach Frankreich. Zuständig für Pakete nach Portugal, Spanien und Italien. |
| 85.1 | Aschheim I                                       | Betrieb Freising                                                                                            | 85609 Aschheim, Eichendorffstr. 30             | 48° 9′ 48″ N, 11° 44′ 5″ O   | M              | Erstes Paketzentrum mit einer direktangebundenen MechZB (seit 2013). Unter anderem zuständig für bestimmte Pakete nach Österreich, die über das neue Paketzentrum Graz laufen. |
| 85.2 | Aschheim II                                      | Betrieb Freising                                                                                            | 85609 Aschheim, Klausnerstraße 34              | 48° 9′ 44″ N, 11° 44′ 22″ O  | L (40K Neubau) | Am 28. April 2021 wurde mit dem Bau einer neuen Halle auf der gegenüberliegenden Straßenseite der Rückseite des bisherigen Standorts begonnen und in einer Pressemitteilung angekündigt, dass damit die Kapazität des Standortes bis 2022 auf 72.000 Sendungen pro Stunde erhöht wird. Die gemeinsame neue vierspurige Zufahrt verläuft am Rande des alten Geländes. Dazu wurde daneben ein Parkhaus errichtet, welches den bisherigen Mitarbeiterparkplatz ersetzt. Außerdem wurde unter der Klausnerstraße ein Tunnel gebaut, der die beiden Gelände als gemeinsamen Standort verbindet. Im September 2022 wurde mit dem Testbetrieb und im darauffolgenden November mit dem Vorlaufbetrieb begonnen. Bis zum Sommer 2023 soll der Standort auf die volle Kapazität ausgebaut werden. Am 20. März 2023 wurde der Standort im Rahmen eines Pressetermins offiziell eröffnet. |
| 86   | Augsburg / Gersthofen                            | Betrieb Augsburg                                                                                            | 86154 Augsburg, Stuttgarter Str. 33            | 48° 24′ 10″ N, 10° 52′ 6″ O  | M              | |
| 89   | Günzburg                                         | Betrieb Ravensburg                                                                                          | 89312 Günzburg, Ferdinand-Porsche-Str. 1–1a    | 48° 25′ 38″ N, 10° 17′ 3″ O  | M              | |
| 90   | Gewerbepark Nürnberg-Feucht                      | Betrieb Nürnberg                                                                                            | 90475 Nürnberg, Am Tower 10                    | 49° 23′ 17″ N, 11° 10′ 55″ O | L              | Zuständig für Exportpakete nach Italien, Griechenland, Bulgarien, Kroatien, Türkei (Landweg), Serbien, Ungarn, Rumänien, Vatikanstadt, San Marino sowie Retouren aus Italien, Griechenland, Bulgarien, Rumänien; Eingang Importpakete aus Italien, Slowenien und Kroatien |
| 93   | Regensburg                                       | Betrieb Straubing                                                                                           | 93055 Regensburg, Robert-Bosch-Str. 8          | 49° 0′ 5″ N, 12° 8′ 39″ O    | M              | Zuständig für Exportpakete nach Österreich, Slowenien, Slowakei und Bosnien & Herzegowina (Landweg); Eingang Importpakete aus Österreich |
| 97   | Kitzingen                                        | Betrieb Würzburg                                                                                            | 97318 Kitzingen, Am Dreistock 11               | 49° 45′ 18″ N, 10° 10′ 23″ O | M              | |
| 99   | Nohra (Gewerbepark Uno)                          | Betrieb Erfurt                                                                                              | 99428 Nohra, Stangenallee 1                    | 50° 57′ 46″ N, 11° 15′ 43″ O | M              | |

Die braun formatierten „M“ PZ stellen die 28K-Umbauten mit Baubeginn 2012 dar.
Die grün formatierten „M“ PZ stellen die 28K-Umbauten dar, die 2013 teilweise vorgezogen wurden, da das 40K-Projekt vorerst gestoppt ist, die Sendungsverkehrsmenge jedoch weiter ansteigt.
Ein ab 2016 geplantes XL-Paketzentrum Neuland bei Hamburg-Harburg wird doch nicht gebaut. (Juli 2020)

#### Amazon-Sorting-Center
Zum Netzwerk der Paketzentren gehören des Weiteren folgende Einrichtungen, die ebenfalls Teil der Abteilung Stationäre Bearbeitung PAKET der jeweiligen Niederlassung Betrieb sind.
| PZ | Standort      | Niederlassung                                                | Adresse                       | Geokoordinaten               | Bemerkung                                                                            |
| -- | ------------- | ------------------------------------------------------------ | ----------------------------- | ---------------------------- | ------------------------------------------------------------------------------------ |
| 44 | ASC-Rheinberg | Betrieb Düsseldorf (40) seit 2019, davor Brief Duisburg (46) | 47495 Rheinberg, Amazonstr. 3 | 51° 32′ 7″ N, 6° 35′ 4″ O    | Direktanbindung über Förderbrücke an das nebenstehende Amazon-Logistikzentrum (DUS2) |
| 88 | ASC-Graben    | Betrieb Augsburg (sollte zum 1. Mai 2020 geschlossen werden) | 86836 Graben, Zeppelinstr. 8  | 48° 11′ 56″ N, 10° 50′ 41″ O | Direktanbindung über Förderbrücke an das nebenstehende Amazon-Logistikzentrum (MUC3) |

Beide Standorte verfügen über eigene Paketverteilanlagen. Diese dienen in erster Linie der Abgangsverteilung für die Sendungen der jeweils angeschlossenen Logistikzentren. Durch den dadurch möglichen Direktverkehr zu den Ziel-Paketzentren (PZE) werden die örtlichen Start-Paketzentren (PZA) entlastet. Zum anderen können durch die Zeitersparnis Versandaufträge und somit Sendungen später am Abend bearbeitet werden, die noch am nächsten Tag den Empfänger erreichen sollen.

#### Geplante Paketzentren

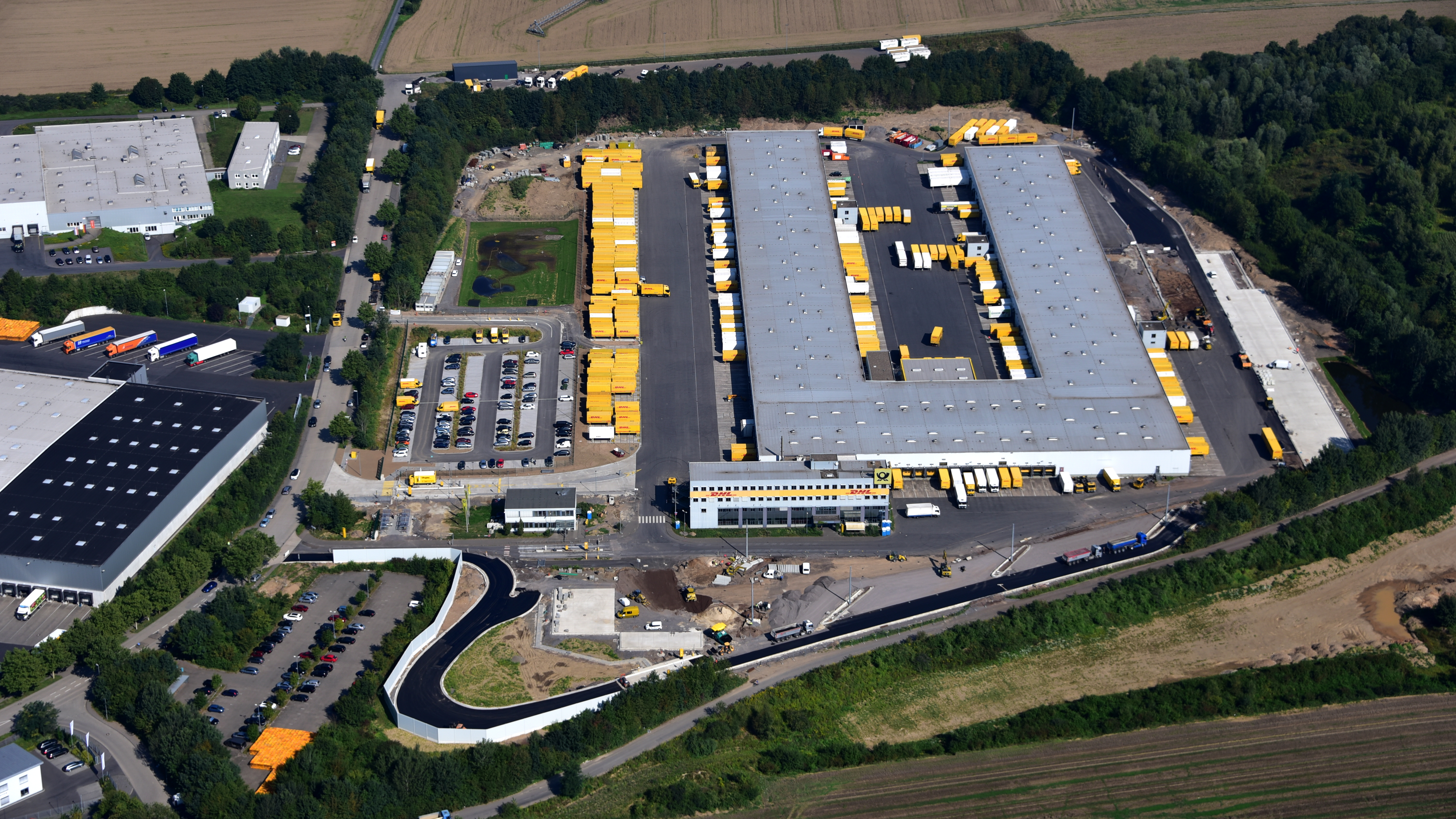
Paketzentrum (Deutsche Post DHL), Neuwied, Luftaufnahme (2017)

| PZ | Standort    | Niederlassung | Adresse | Geokoordinaten | Größe | Bemerkung |
| -- | ----------- | ------------- | ------- | -------------- | ----- | --- |
|    | Weichering  |               |         |                |       | Neues Paketzentrum für den Raum Ingolstadt mit Fertigstellung 2025 geplant. Die Nummer 85 (Aschheim) ist aber bereits vergeben. |
|    | Osterburken |               |         |                |       | Neues Paketzentrum am Autobahnanschluss Osterburken der A 81, im Neckar-Odenwald-Kreis geplant.                                 |
|    | Köln        |               |         |                |       | Erweiterung des Standortes Eifeltor 50.                                                                                         |

### Österreich
- Paketzentrum Wien, in A-1230 Wien-Liesing, Brunner Straße 65, ⊙, eröffnet im November 2016[35]
- Paketzentrum Graz, in A-8142 Wundschuh, Am Terminal 11, ⊙, eröffnet im Oktober 2016[36]

### Weltweit
Als weltweiter Logistikdienstleister hat die Deutsche Post DHL auch außerhalb Deutschlands Frachtzentren. Diese gibt es beispielsweise in Dubais Jebel Ali Free Zone (JAFZ).

## Paketkonzept 2012
Die Deutsche Post DHL veröffentlichte am 15. September 2011 Pläne, in den folgenden Jahren über 750 Millionen Euro in den Ausbau ihres deutschen Paketnetzes zu investieren, um die Verteilkapazität zu verdoppeln und bisher manuelle Prozesse weitgehend zu automatisieren. Außerdem sollte ihr Informationstechnisches System ausgebaut werden, um Kunden eine Sendungsverfolgung in Echtzeit und Empfängern Einfluss auf Ort und Zeit der Zustellung zu ermöglichen. Weiter wurde geplant, bis Ende 2013 in Deutschland zusätzlich zu den Paketzentren 25 mechanisierte Zustellbasen (MechZB) zu errichten. Am 5. Dezember 2012 wurde die erste der neuen Basen in Braunschweig in Betrieb genommen.

### Amazon-Sorting-Center
Was von der Post gegenüber den Medien bisher nicht bekanntgegeben wurde: Als flankierende Maßnahme zum Paketkonzept 2012 wurde vom Jahr 2011 auf 2012 an den beiden damals neuen Standorten Graben und Rheinberg des Versandhändlers Amazon jeweils ein Verteilzentrum errichtet. Die sogenannten Amazon-Sorting-Center (ASC) ermöglichen in einem nebenstehenden Gebäude eine direktere Bearbeitung der Sendungen des Versandhändlers. Vorbild dieses Prinzips war offensichtlich das alte Paketzentrum Bremen (GVZ), das nach dem Neubau des PZ Bremen-Hemelingen für die direkte Abgangsverteilung der Sendungen des am selben Standort befindlichen Logistikzentrum (DHL Fulfillment) umgebaut wurde. Der Betrieb dieses Standortes wurde 2016 eingestellt.

### Ausbau, Umbau und Neubau der Paketzentren
Seit 2011 werden die Paketzentren im Rahmen des Paketkonzepts 2012 erweitert bzw. erneuert. Die bisherigen 33 Paketzentren wurden Mitte der 1990er Jahre unter dem Namen Frachtzentrum, abgeleitet vom damaligen Frachtkonzept, erbaut. Dabei gab es keine Größenkategorien wie bei den Briefzentren, da alle Frachtzentren, abgesehen von wenigen Ausnahmen und kleineren Abweichungen, gleich groß gebaut wurden und dieselbe Funktionalität besaßen.
In Zukunft soll es 4, im Endausbau schließlich 3 verschiedene Größeneinteilungen geben.
| Größe | Projektbezeichnung | Beschreibung | Projektstandorte                                                              |
| ----- | ------------------ | --- | ----------------------------------------------------------------------------- |
| S     |                    | Standard-Paketzentrum; Verteilkapazität: 20.000 Sendungen pro Stunde | Erstes Paketzentrum Hagen, Planung 1992, Eröffnung Mai 1994                   |
| M     | 28K                | Erweiterung der bestehenden Verteilanlage; Verteilkapazität: 28.000 Sendungen pro Stunde (+ 40 %)                                                                                   | Greven, Kitzingen und Neuwied                                                 |
| L     | 40K                | Am bestehenden Standort wird eine neue Verteilanlage mit erweiterter Automatisierung installiert; Verteilkapazität: 40.000 Sendungen pro Stunde (+ 100 %)                           | Nürnberg-Feucht (2012/2013) und Bremen (GVZ) (2018)                           |
| XL    | 50K                | An einem neuen Standort wird eine völlig neue Verteilanlage gebaut, die auf andere Betriebsabläufe zugeschnitten sein wird; Verteilkapazität: 50.000 Sendungen pro Stunde (+ 150 %) | Obertshausen bei Offenbach, Bochum Ludwigsfelde Hamburg wird nicht realisiert |

Nach den drei 28K-Projektstandorten wurden ebenfalls im Jahr 2011 die sieben Standorte Bielefeld, Dorsten, Saulheim, Hagen, Aschheim, Augsburg und Regensburg erweitert. In den Paketzentren Bielefeld und Krefeld wurde bereits rund 10 Jahre vor dem Start des Paketkonzepts 2012 eine dem 28K-Projekt ähnliche Erweiterung realisiert. Dennoch wurden die beiden Standorte 2011 bzw. 2013 nochmals auf die neue Version der Erweiterung umgebaut.
Das Paketzentrum Nürnberg-Feucht wurde für den 40K-Umbau ab Juni 2012 teilrückgebaut und im August desselben Jahres komplett vom Netz genommen. Die Sendungen für diesen Bereich gingen währenddessen über die Paketzentren Regensburg und Kitzingen, in Spitzenzeiten gingen Abgangssendungen auch über andere umliegende Paketzentren. Die Wiederinbetriebnahme erfolgte stufenweise von Ende 2012 bis ins Frühjahr 2013. Die Auslandssendungen, für die Nürnberg als Internationale Frachtstation (IFS) prinzipiell zuständig ist, wurden während der gesamten Umbauphase über andere Standorte umgeleitet. An den Standorten Köln und Hamburg-Allermöhe sollte im Jahr 2012 gleichzeitig zum Standort Nürnberg-Feucht jeweils eine Variante des 40K-Umbaus projektiert werden, wozu es jedoch nicht kam. Um dem Ziel einer 100%igen Steigerung der Netzkapazität näher zu kommen, waren ursprünglich mindestens 10 solcher 40K-Umbauten vorgesehen. Offensichtlich wegen der verzögerten und unvollständigen Projektierung wurde von diesem Plan abgewichen.
Im Jahr 2013 wurden dafür die acht am stärksten ausgelasteten Standorte Hamburg-Allermöhe, Hannover-Anderten, Staufenberg, Krefeld, Köln, Rodgau, Speyer und Köngen zunächst auf 28K erweitert.